# Tetsurō Nariyama
Tetsurō Nariyama (jap. 成山哲郎, Nariyama Tetsurō; * 21. November 1947) ist ein japanischer Aikidō-Lehrer, technischer Leiter der Japan Aikido Association (JAA) und Haupttrainer (Shihan) des Shōdōkan Honbu Dōjō in Osaka, Japan. Er erhielt diese Position direkt von dem Begründer dieser Stilrichtung Tomiki Kenji.

## Werke
- Fumiaki Shishida, Tetsuro Nariyama: Aikido. Tradition and the Competitive Edge. Shodokan Publishing, Berkeley CA 2001, ISBN 0-9647083-2-9.